# André Turcat
Pour les articles homonymes, voir Turcat.
André Turcat, né le 23 octobre 1921 à Marseille et mort le 4 janvier 2016 à Beaurecueil (Bouches-du-Rhône), est un aviateur français.
Pilote militaire et pilote d'essai du Nord 1500 Griffon puis du Concorde, il est détenteur de plusieurs records aéronautiques. Entre 1980 et 1981, il est député européen pour le RPR.

## Biographie
André Édouard Marcel Turcat, qui a fait ses humanités au lycée Lacordaire à Marseille, est diplômé de l’École polytechnique (promotion 1940), docteur ès lettres, agrégé de grammaire, professeur d’histoire de l’art chrétien dans l’enseignement libre, fondateur de l’Académie nationale de l'air et de l'espace.
Initialement pilote dans l’Armée de l’Air, André Turcat est surtout connu du grand public pour avoir été le premier pilote d’essai du Concorde.

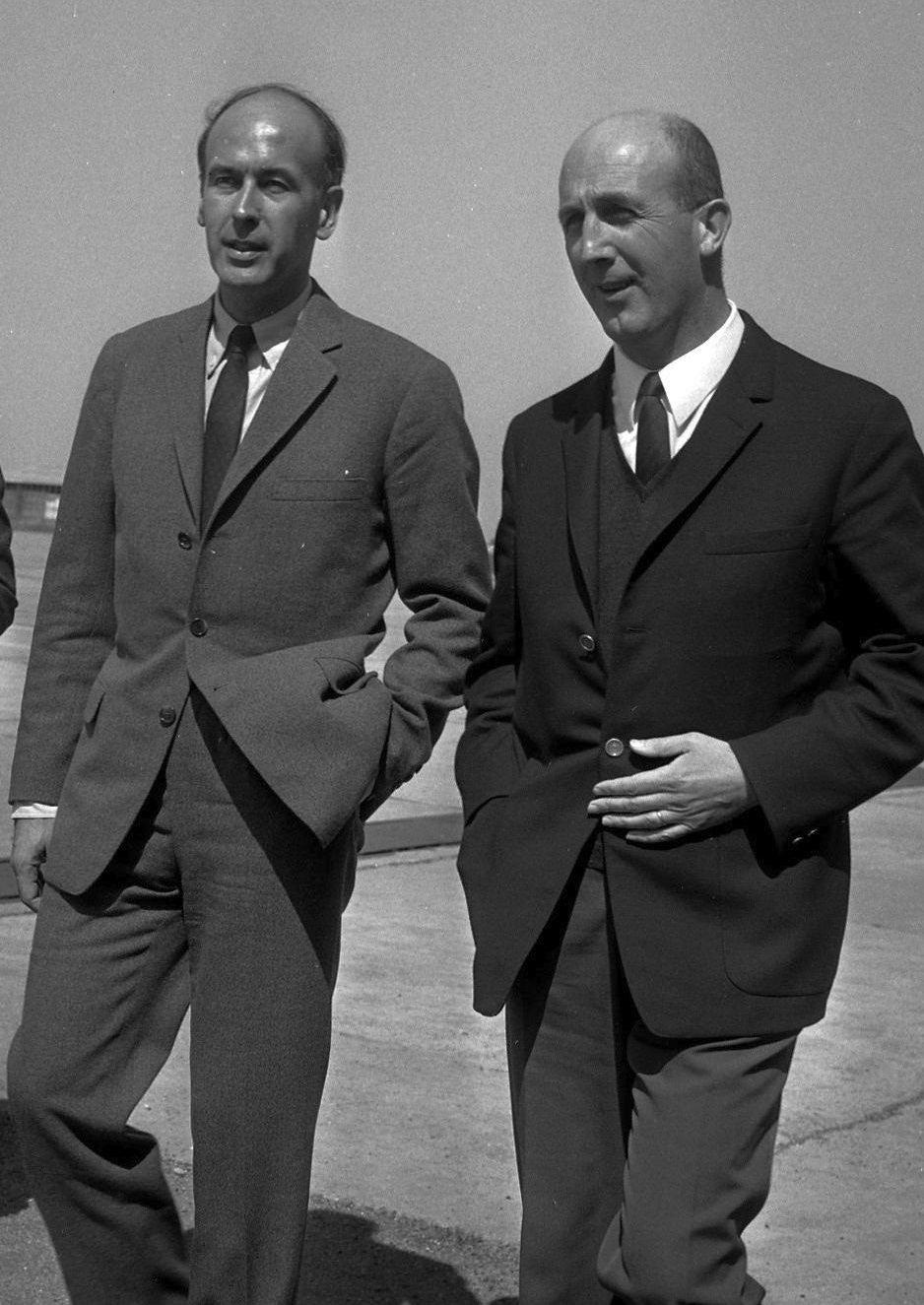
André Turcat aux côtés de Valéry Giscard d'Estaing le 20 mai 1969, quelques semaines après le premier vol du Concorde, pendant l'élection présidentielle.

Neveu de Léon Turcat fondateur des usines automobiles Turcat-Méry, il rejoint les forces aériennes de la France libre durant les dernières années de la Seconde Guerre mondiale et restera en service à la fin des hostilités. Pendant le conflit indochinois, Turcat a piloté l'avion de transport C-47 et a démontré des compétences exceptionnelles lors de nombreux cas d’évacuation d'urgence.
Admis, en 1950, à l'École du personnel navigant d'essais et de réception basée au Centre d'essais en vol de Brétigny-sur-Orge où il suit sa formation et est breveté pilote d'essai no 131 en 1951. Parallèlement, il est nommé Directeur de l'École du personnel navigant d'essais et de réception de 1952 à 1953. Turcat quitte le Centre d'essais en vol de Brétigny-sur-Orge en 1954 et devient chef pilote d'essais à la SFECMAS puis à Nord-Aviation où il reprend la campagne d'essai du Nord 1500 Griffon II, un des premiers avions au monde à propulsion mixte par turboréacteur et statoréacteur, et établit divers records du monde (en vitesse ascensionnelle et sur circuit).
Un premier exemplaire Nord-1500-01 "Griffon" sans statoréacteur fit son premier vol le 20 septembre 1955, piloté par André Turcat.
Après son premier vol en 1957, le second exemplaire Nord-1500-02 Griffon II, piloté par Turcat, démontra de manière spectaculaire le bien-fondé de la conception de cet appareil en enlevant le record du monde de vitesse sur 100 kilomètres en circuit fermé à la vitesse de 1 643 km/h le 25 février 1959. Cet exploit fut récompensé par le Prix Roland Peugeot de l'Académie des sports du plus bel exploit mécanique français de l'année 1959.
Auparavant Turcat avait piloté le Nord-1500-02 Griffon II à Mach 2,19 ce qui lui avait valu le trophée Harmon.

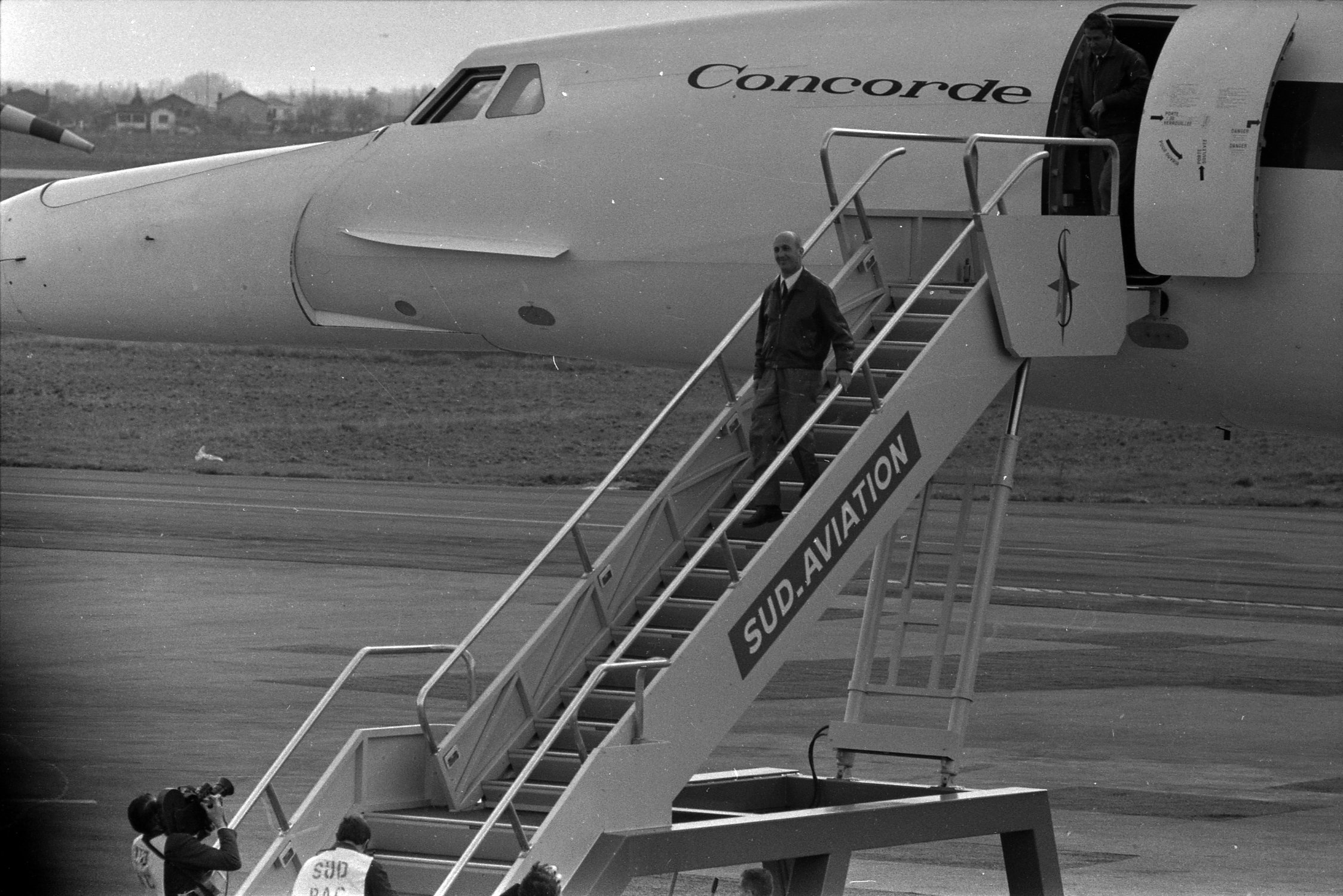
2 mars 1969 : 1er vol de Concorde avec Jacqueline Auriol.

Turcat quitte Nord-Aviation et rejoint le constructeur aéronautique public Sud-Aviation, qui deviendra la Société Nationale Industrielle AéroSpatiale (SNIAS) en 1970, où il est directeur adjoint puis directeur des essais en vol Sud-Aviation / Aerospatiale de 1962 à 1976. Le programme Concorde débute justement en 1962. André Turcat devient ainsi le pilote d’essai en chef du Concorde en plus de sa fonction de directeur des essais en vol de Sud-Aviation.
Le 2 mars 1969, André Turcat effectue le premier vol de Concorde à Toulouse-Blagnac. Le 1er octobre 1969, il était également aux commandes pour le premier vol supersonique du Concorde.
L'homologue britannique d'André Turcat était Brian Trubshaw (1924-2001), ancien pilote de la Royal Air Force puis pilote du roi George VI et de certains membres de la famille royale britannique de 1945 à 1950. Trubshaw, tout comme Turcat, acquit la célébrité en pilotant, pour la première fois, le prototype britannique Concorde 002, le 9 avril 1969, sur un vol de Filton à sa base d'essai de la Royal Air Force à Fairford. En fait, quelques semaines auparavant, Turcat avait laissé les commandes à Trubshaw lors d'un des premiers vols d'essai du prototype français le Concorde 001. Il pilote ensuite ce Concorde qui vient d'être aménagé pour le suivi au-dessus de l'Afrique de l'éclipse solaire du 30 juin 1973.
Trubshaw et Turcat se sont vus, tous les deux, attribuer la prestigieuse récompense, le Iven C. Kincheloe Award pour leur collaboration commune sur le projet Concorde. 

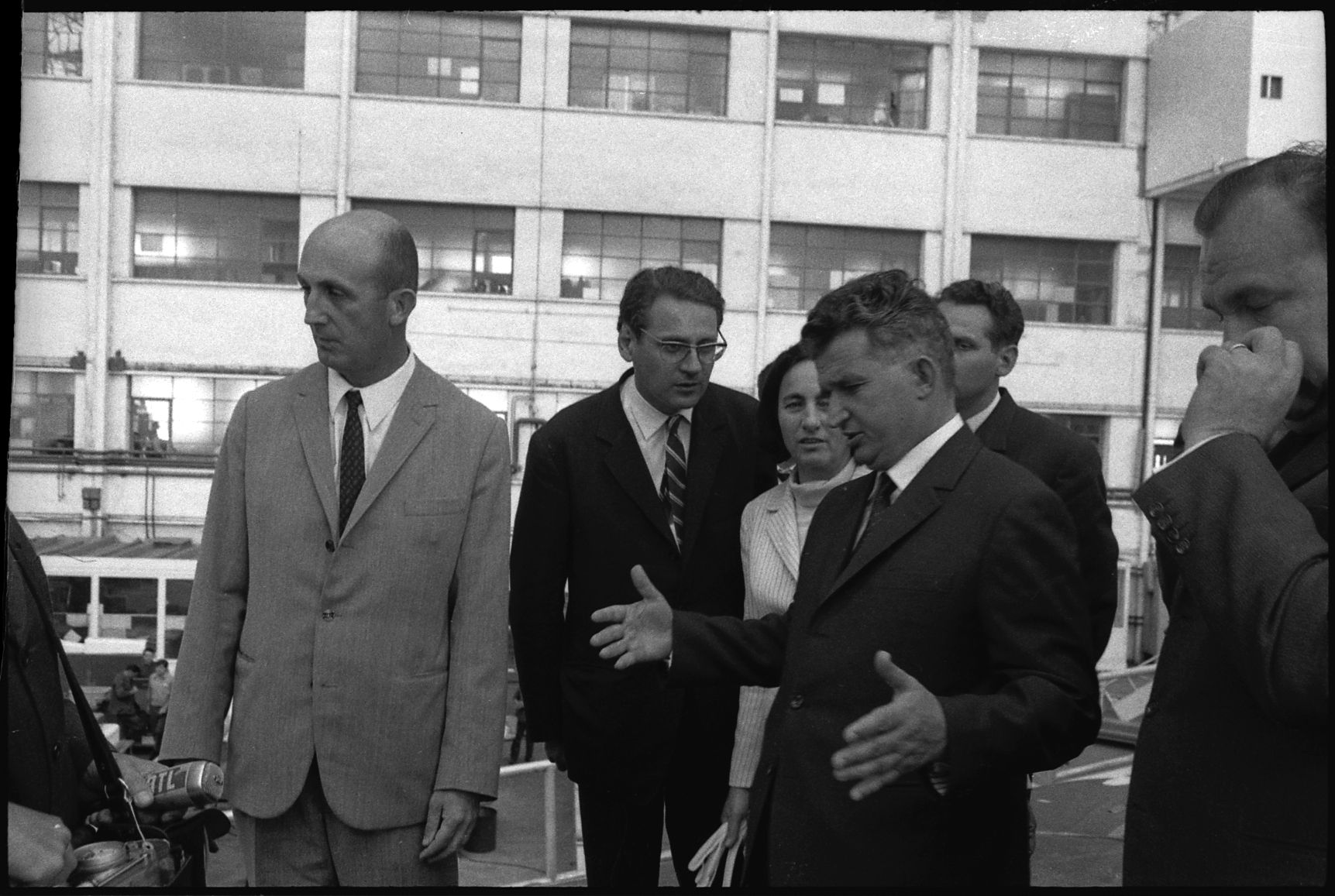
André Turcat rencontre Nicolae Ceaușescu en 1970 lors d'une visite officielle à Sud-Aviation.

## Activités après Aérospatiale

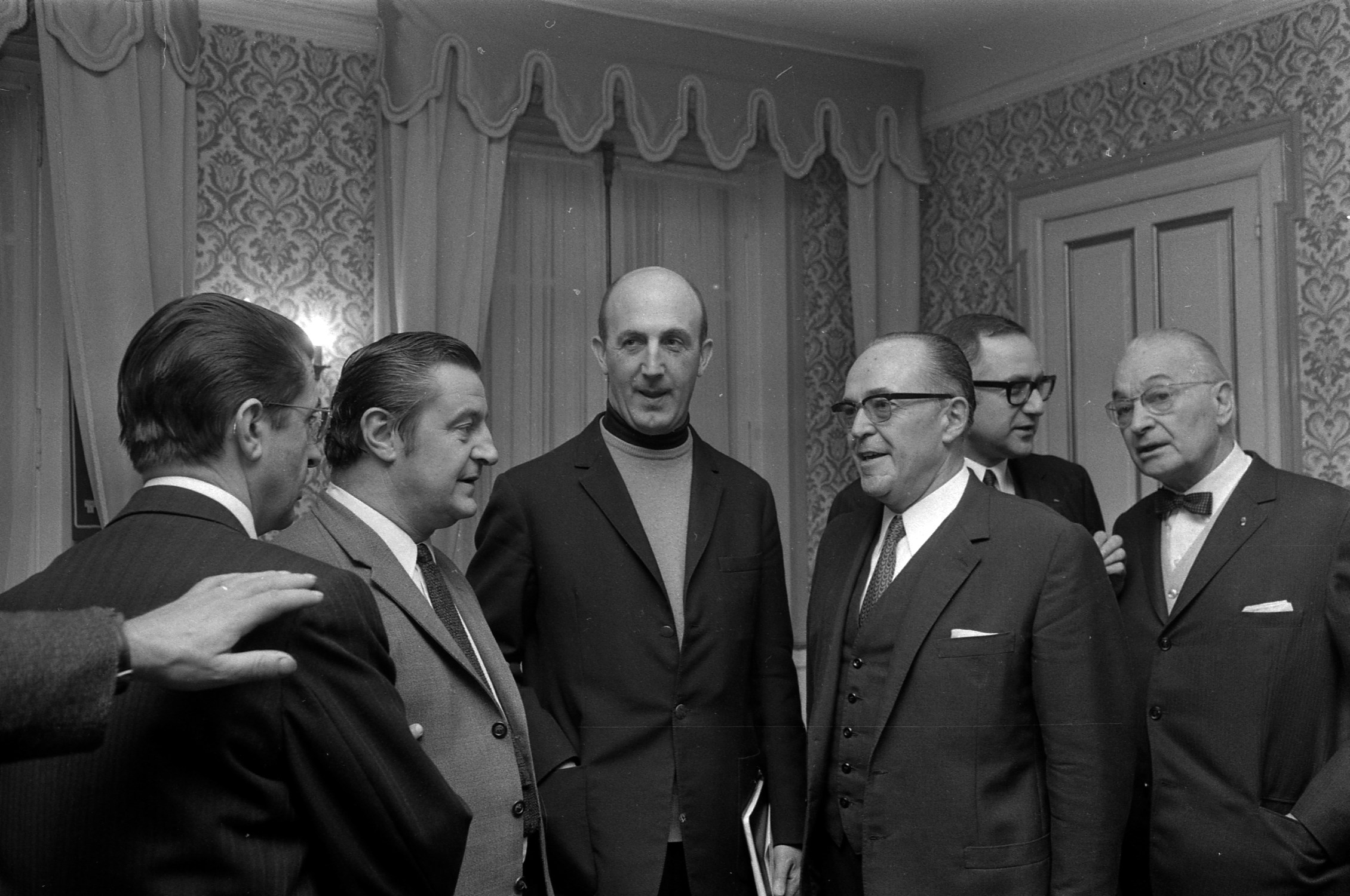
André Turcat aux côtés de Pierre Baudis et André Brouat lors des élections municipales de 1971.

André Turcat est député européen, sous l'étiquette RPR, du 13 octobre 1980, comme colistier successeur de Marie-Madeleine Dienesch sur la liste RPR présentée dans l'Isère après la démission de cette dernière, jusqu'au 17 septembre 1981, date de sa propre démission où il est remplacé, à son tour, par le colistier suivant Jean Meo,.
André Turcat est le fondateur de l'Académie nationale de l'air et de l'espace dont le premier président fut Hubert Curien en 1983. L’académie est depuis 2007 appelée Académie de l'air et de l'espace.
André Turcat est, à partir de 1975, mainteneur de l'Académie des Jeux floraux, une société littéraire toulousaine, au fauteuil 27. Il est l'auteur, entre autres essais, de Concorde : essais et batailles (2003) et de Pilote d'essais : mémoires (2005).
En 1985, André Turcat a confié l'ensemble de ses archives aux Archives départementales de la Haute-Garonne. En 1990 il est élu à l'Académie des Sciences, Agriculture, Arts et Belles-Lettres d'Aix (fauteuil no 16).
En 1990, André Turcat soutient une thèse en histoire de l'art à l'université Toulouse 2-Le Mirail (devenue l'université Toulouse-Jean Jaurès) sur Esteban Jamete (Etienne Jamet) sculpteur français de la Renaissance en Espagne (1515-1565).
André Turcat a été invité à bord du Concorde français (F-BVFC), le 27 juin 2003, lors de son dernier vol jusqu'à l'usine de Toulouse où il avait été construit. 
Veuf d'Elisabeth Borelli, il meurt le 4 janvier 2016 à Beaurecueil (Bouches-du-Rhône) à l'âge de 94 ans et est inhumé dans le cimetière local.

## Publications
- André Turcat, "Concorde" : essais et batailles, Stock, 1977 (ISBN 978-2-234-00541-9)

- Prix Louis-Castex de l’Académie française 1978
- André Turcat, Étienne Jamet, alias Esteban Jamete : sculpteur français de la Renaissance en Espagne, condamné par l'Inquisition, Picard, 1994, 396 p. (ISBN 2-7084-0459-8)

- Prix Eugène-Carrière de l’Académie française 1995
- André Turcat, Concorde : essais et batailles : 30 ans de rêve, Le Cherche midi, 2000, 353 p. (ISBN 978-2-86274-820-7)Collection « Ciels du monde »
- André Turcat, Pilote d'essais : mémoires, Le Cherche midi, 2005 (ISBN 978-2-7491-0409-6)Collection « Ciels du monde »
- André Turcat, Pilote d'essais : mémoires (tome 2), Paris, Le Cherche midi, 5 mars 2009 (ISBN 978-2-7491-1374-6, BNF 41491275)Collection « Ciels du monde »

## Honneurs et distinctions

### Décorations

#### Décorations françaises
- Grand officier de la Légion d'honneur
- Grand-croix de l'ordre national du Mérite
- Croix de guerre des Théâtres d'opérations extérieurs
- Médaille de l'Aéronautique

#### Décorations étrangères
- Ordre de l'Empire britannique à titre civil[14]

### Distinctions
- En 1958, il reçoit le trophée Harmon, la plus haute récompense aéronautique des Etats-Unis. En 1959, Il sera remis en main propre des mains du vice-président Richard Nixon[15].
- En 1970, il reçoit une seconde fois le trophée Harmon, cette fois-ci pour le Concorde[15].
- En 2013, l'Association des journalistes professionnels de l'aéronautique et de l'espace (AJPAE) lui décerne le prix Icare.